# Stary cmentarz żydowski w Koźminie Wielkopolskim
Stary cmentarz żydowski w Koźminie Wielkopolskim – został założony pod koniec XVIII wieku wokół drewnianej synagogi. Wraz z budową nowej, murowanej bóżnicy został zlikwidowany w 1872. Szczątki pochowanych na nim osób zostały wówczas przeniesione do zbiorowej mogiły na terenie nowego cmentarza żydowskiego w Koźminie Wielkopolskim.